# Emmanuelle Soubeyran
Emmanuelle Soubeyran est une vétérinaire française directrice générale de l'Organisation mondiale pour la Santé animale depuis 2024.

## Biographie
Elle est diplômée de l'école nationale vétérinaire de Toulouse en 1990, et titulaire d'une thèse de doctorat en médecine vétérinaire en 1993. À partir de 1998, elle est inspectrice vétérinaire à la direction départementale des services vétérinaires. Elle est doyenne de l'école nationale vétérinaire de Lyon entre 2016 et 2021. Elle devient ensuite cheffe de service et directrice adjointe de l'alimentation du ministère de l'Agriculture à partir de juin 2021.
Elle intègre en 2025 la liste établie par le Time des 100 personnes les plus influentes du domaine de la santé, dans la catégorie Leaders.